# ハーリー (アルバム)
『ハーリー』（Hurley）は、アメリカのオルタナティヴ・ロック・バンド、ウィーザーが2010年に発表した8作目のスタジオ・アルバム。エピタフ・レコード移籍第1弾アルバムとして発表された。

## 背景
前作『ラディテュード』（2009年）に引き続き、リヴァース・クオモが様々な外部ミュージシャンと共に曲作りをした。そのうちダン・ウィルソン、デズモンド・チャイルド、ライアン・アダムスはソングライティングだけでなくレコーディングにも参加している。また、俳優のマイケル・セラもマンドリンとバックグラウンド・ボーカルでゲスト参加した。なお、セラは以前からウィーザーの大ファンで、『スピン』誌による2007年のインタビューでは「僕にとって史上最高のアルバムは『ピンカートン』だよ」と語っている。
本作からの第1弾シングル「メモリーズ」のミュージック・ビデオには、テレビ番組『ジャッカス』のキャストが出演し、この曲は2010年公開の映画『ジャッカス3D』のサウンドトラックでも使用された。
アルバム・タイトルはテレビドラマ『LOST』の登場人物“ハーリー”ことヒューゴ・レイエスに基づいており、ジャケットには“ハーリー”を演じたホルヘ・ガルシアの写真が使用された。この写真は、リヴァース・クオモとガルシアの2ショットの記念写真から切り取られたもので、ガルシア自身は本作のジャケットを、自分のキャリアにおける最も大きな名誉の一つと感じたという。

## 反響
アメリカでは総合アルバム・チャートのBillboard 200で6位に達し、『ビルボード』のインディペンデント・アルバム・チャートでは1位、モダン・ロック／オルタナティヴ・アルバム・チャートでは2位、ロック・アルバム・チャートでは3位を記録した。収録曲「メモリーズ」は、『ビルボード』のホット・モダン・ロック・トラックスで21位に達した。

## 収録曲
1. メモリーズ - Memories (Rivers Cuomo) - 3:14
2. ルーリング・ミー - Ruling Me (R. Cuomo, Dan Wilson) - 3:29
3. トレインレックス - Trainwrecks (R. Cuomo, Desmond Child) - 3:21
4. アンスポークン - Unspoken (R. Cuomo) - 3:00
5. ホエア・イズ・マイ・セックス? - Where's My Sex (R. Cuomo, Greg Wells) - 3:28
6. ラン・アウェイ - Run Away (R. Cuomo, Ryan Adams) - 2:55
7. ハング・オン - Hang On (R. Cuomo, Rick Nowels) - 3:33
8. スマート・ガールズ - Smart Girls (R. Cuomo, Tony Kanal, Jimmy Harry) - 3:10
9. ブレイヴ・ニュー・ワールド - Brave New World (R. Cuomo, Linda Perry) - 3:56
10. タイム・フライズ - Time Flies (R. Cuomo, Mac Davis) - 3:46

### ボーナス・トラック
日本盤CD (EICP 1430)には11. - 16.が収録され、アメリカやヨーロッパで限定発売されたデラックス・エディション盤には11. - 14.が収録された。
1. オール・マイ・フレンズ・アー・インセクツ - All My Friends Are Insects (Adam Deibert) - 1:52
2. 美しき生命 - Viva La Vida (Chris Martin, Jonny Buckland, Guy Berryman, Will Champion) - 4:05
3. アイ・ウォント・トゥ・ビー・サムシング - I Want to Be Something (R. Cuomo) - 2:54
4. リプレゼント（ロックド・アウト・ミックス） - Represent (Rocked Out Mix) (R. Cuomo, R. Nowels) - 4:12
5. アンスポークン（サム・ファラー・リミックス） - Unspoken (Sam Farrar Remix) (R. Cuomo) - 3:09
6. メモリーズ（インストルメンタル） - Memories (Instrumental) (R. Cuomo) - 3:15

## 参加ミュージシャン
- リヴァース・クオモ - ボーカル、ギター、キーボード
- ブライアン・ベル - ギター、キーボード、バックグラウンド・ボーカル
- スコット・シュライナー - ベース、バックグラウンド・ボーカル
- パトリック・ウィルソン - ドラムス、ギター、バックグラウンド・ボーカル

アディショナル・ミュージシャン
- ジョニー・ノックスビル、ウィーマン、ライアン・ダン、デイヴ・イングランド、プレストン・レイシー、エイプリル・マージェラ、エレン・マクーギー、スティーヴォー - ギャング・ボーカル(#1)
- クリス・ポンティウス - ギター、ギャング・ボーカル(#1)
- ダン・ウィルソン - バックグラウンド・ボーカル(#2)
- デズモンド・チャイルド - ピアノ(#3)
- ブレイク・ミルズ - キーボード(#3)
- アレックス・グリーンウォルド - オーケストレーション(#3)
- グレッグ・ヴェイル - フルート(#4)
- アヴラム・シルズ - パーカッション(#4)
- ライアン・アダムス - ギター、ベース(#6)
- マイケル・セラ - マンドリン、バックグラウンド・ボーカル(#7)
- トニー・バーグ - ハーディ・ガーディ(#7)
- ジミー・ハリー - ギター(#8)
- タイラー・フィッツモーリス、アレグラ・ヤング - ストリングス・編曲、指揮